# 작은파푸아집박쥐
작은파푸아집박쥐(Pipistrellus papuanus)는 애기박쥐과에 속하는 박쥐의 일종이다. 인도네시아와 파푸아뉴기니에서 발견된다.

## 특징
작은 박쥐로 몸통 길이가 33.9~50mm이고 전완장이 27~32.2mm, 꼬리 길이가 22~35mm이다. 발 길이는 4.5~9mm이고 귀 길이는 7.5~13mm, 몸무게는 최대 6.3g이다. 털이 앞팔을 따라 약간 이어진다. 등쪽은 짙은 갈색이지만 배쪽은 밝은 갈색이다.

## 생태
건물 안과 나무 구멍 특히 코코넛나무에 최대 50마리까지 무리를 지어 은신한다. 해가 지기 전에 먹이 활동을 시작한다. 먹이는 곤충이다. 한 해에 두번 새끼를 낳고, 3월과 4월 사이와 8월과 9월 사이에 가장 많이 낳는다.

## 분포 및 서식지
뉴기니섬과 스람섬, 암본섬, 바탄타, 살라와티, 아루제도, 카이제도, 돌락, 비악섬, 수피오리섬에 널리 분포한다. 해발 최대 1,300m 이하의 인위적인 환경에서 서식한다.